# Griffon de caça checo
O griffon de caça checo[Nota] (em tcheco/checo:  czeski fousek) é uma raça usada como caçadora multifuncional na Boêmia desde a década de 1800. Reconstruída após a Segunda Guerra Mundial, através da utilização de bracos alemães de pêlo duro e curto, o resultado foi um cão de temperamento dócil e fácil de adestrar, que por vezes necessita de um controle mais experiente. Raro fora de seu país de origem e bom animal de companhia, tem como peculiaridade física o fato dos machos terem quase o dobro do tamanho das fêmeas.